# Edward Kalecki
Edward Jan Kalecki vel Szymon Eliasz Tenenbaum (ur. 24 czerwca 1895 w Radomiu, zm. 1 marca 1979 w Warszawie) – pułkownik Urzędu Bezpieczeństwa, funkcjonariusz aparatu bezpieczeństwa Polski Ludowej.

## Życiorys
Był pochodzenia żydowskiego, syn Józefa vel Joska Moszka i Rozalii vel Rochny. Od 1902 mieszkał z rodziną w Warszawie. W 1914 skończył Szkołę Handlową Zgromadzenia Kupców, następnie pracował w Komitecie Obywatelskim w Warszawie w sekcji pomocy bezdomnym. 1915–1917 studiował w Wyższej Szkole Handlowej, skąd został wydalony za udział w kierowaniu strajkiem pracowników Gminy Żydowskiej. Od 1917 działacz Związku Zawodowego Pracowników Handlowych i Biurowych w Polsce. Był związany z Klubem Robotniczym im. Tadeusza Rechniewskiego. Od września 1918 członek PPS-Lewicy, pracował w redakcji „Głosu Robotniczego”. 18 stycznia 1919 został aresztowany w momencie zamknięcia przez policję Klubu Robotniczego. Więziony do maja 1920, po zwolnieniu powołany do wojska - do 13 pp. w Pułtusku, skierowany do Krotoszyna. Zdemobilizowany na początku 1921. Później pracował w redakcjach i wydawnictwach pism związanych ze związkami zawodowymi, Związkiem Proletariatu Miast i Wsi (ZPMiW) i KPP; równocześnie był księgowym. Członek Wydziału Zawodowego Komitetu Warszawskiego KPP. W 1930 został kandydatem KPP na posła do Sejmu z listy „Siły Robotniczej”. 19 stycznia 1932 aresztowany i skazany na 4 lata; po apelacji wyrok zmniejszono do 3 lat. Po zwolnieniu był aresztowany w 1935, 1936 i 1937. We wrześniu 1939 udał się do Lwowa, gdzie był naczelnikiem wydziału finansowego w więzieniu, następnie głównym księgowym w drukarni. 23 czerwca 1941 ewakuowany do Astrachania, gdzie pracował w kołchozie. Od lipca 1942 w batalionach robotniczych.
W czerwcu 1944 wezwany przez ZPP do Moskwy, wstąpił do PPR i zmienił nazwisko na Kalecki. Od grudnia 1944 naczelnik Wydziału Finansowego RBP PKWN. Dyrektor Wydziału Finansowego Resortu Bezpieczeństwa Publicznego PKWN i MBP w latach 1944–1945, zastępca dyrektora Wydziału Finansowego MBP w latach 1945–1953. Szef Oddziału Finansowego Dowództwa Wojsk Ochrony Pogranicza w Warszawie (1 X – 14 XII 1954). Szef Oddziału Finansowego Komendy Głównej Milicji Obywatelskiej w Warszawie (14 XII 1954 – 31 XII 1956).

## Ordery i odznaczenia
- Krzyż Kawalerski Orderu Odrodzenia Polski (10 października 1945)[1]
- Złoty Krzyż Zasługi (dwukrotnie: w tym 17 września 1946[2])
- Srebrny Krzyż Zasługi